# 장산역
장산(해운대백병원)역(Jangsan station, 萇山(海雲臺白病院)驛)은 부산광역시 해운대구 좌동에 있는 부산 도시철도 2호선의 전철역이자 종착역이다. 부기역명은 해운대백병원(海雲臺白病院)으로, 인근에 인제대학교 해운대백병원이 있다. 인근에 동해선 신해운대역이 있으나 이 역과 환승통로는 없으므로, 시내버스나 택시 등 다른 교통수단을 이용하여야 한다. 현재 부산 도시철도 2호선의 시·종착역이며, 차후 이 역을 거쳐서 동부산관광단지까지 연장하여 동해선 송정역과 환승 연계하는 방안이 검토되고 있다. 심야에 장산주박기지에서 8편성이 주박한다. 이 역부터 동원역까지 지하 구간이다. 이 역은 2021년 기준으로 부산 도시철도의 종착역들 중에서 이용객 수가 가장 많고 부산 도시철도 2호선에서 4번째로 이용객 수가 많은 역이다. 이 역부터 금곡역까지 부산광역시 구간이다.

## 역사
- 2002년 8월 29일 : 부산 도시철도 2호선 광안역~장산역 구간 개통과 함께 종착역으로 영업 개시
- 동부산관광단지역 연장 추진중

## 역 구조
1면 2선의 섬식 승강장을 갖춘 지하역이며, 스크린도어가 설치되어 있다. 부산 도시철도의 타 종착역과 달리 양산 방향 승강장에서 양산·호포행 열차가 승강장에서 몇 분간 정차 후 출발한다.
심야에 장산주박기지에서 8편성이 주박하며, 이 역에서 운행을 끝낸 전동열차들 중 2편성은 동백역으로 회송하여 주박한 후 다음 날 아침에 장산역으로 회송하여 운행을 시작한다.
출구는 14개다.

### 승강장
| 당역 종착 |
| 하상 \|   |
| ↓중동     |

| 상행 | ● 부산 도시철도 2호선 | 당역 종착                                                             |
| 하행 | ● 부산 도시철도 2호선 | 중동,해운대,벡스코,센텀시티,수영,광안,서면, 사상,덕천,호포, 양산 방면 |

## 역 주변
| 나가는 곳 | 방면                                                   |
| --------- | ------------------------------------------------------ |
| 1         | 신곡초등학교                                           |
| 2         | 부흥초등학교 부흥중학교 부흥고등학교 기업은행 장산역점 |
| 3         | 국민은행 장산역점 부산은행 장산지점                    |
| 3         | 우리은행 해운대지점                                    |
| 4         | 우리은행 해운대지점                                    |
| 5         | 좌동                                                   |
| 6         | 좌동                                                   |
| 7         | 신한은행 장산역점                                      |
| 8         | 좌동                                                   |
| 9         | 좌동                                                   |
| 10        | 시티코아 좌동                                          |
| 11        | 좌2동파출소 동백중학교                                 |
| 12        | 해운대우체국 대천공원                                  |
| 13        | 중2동행정복지센터                                      |
| 14        | 좌동                                                   |

## 승차량 변동
부산 도시철도의 종착역들 중 가장 이용객 수가 많다.
| 역 노선 | 승차 인원 | 승차 인원 | 승차 인원 | 승차 인원 | 승차 인원 | 승차 인원 | 승차 인원 | 승차 인원 | 승차 인원 | 승차 인원 | 승차 인원 | 승차 인원 | 승차 인원 | 승차 인원 | 주석  |
| 역 노선 | 2002년    | 2003년    | 2004년    | 2005년    | 2006년    | 2007년    | 2008년    | 2009년    | 2010년    | 2011년    | 2012년    | 2013년    | 2014년    | 2015년    | 주석  |
| ------- | --------- | --------- | --------- | --------- | --------- | --------- | --------- | --------- | --------- | --------- | --------- | --------- | --------- | --------- | ----- |
| 2호선   | 3033      | 7819      | 8335      | 8797      | 10332     | 10651     | 11734     | 12331     | 13174     | 14604     | 15240     | 16308     | 16818     | 16968     | [ 2 ] |

## 인접한 역
| 부산 도시철도 2호선 | 부산 도시철도 2호선   | 부산 도시철도 2호선 |
| ------------------- | --------------------- | ------------------- |
| 시·종착역           | ● 부산 도시철도 2호선 | 202 중동 양산 방면  |